# Morannes-sur-Sarthe-Daumeray
Morannes-sur-Sarthe-Daumeray – gmina we Francji, w regionie Kraj Loary, w departamencie Maine i Loara. W 2013 roku liczba ludności wynosiła 3586 mieszkańców. 
Gmina została utworzona 1 stycznia 2017 roku z połączenia dwóch ówczesnych gmin: Daumeray oraz Morannes-sur-Sarthe. Siedzibą gminy została miejscowość Morannes.